# Vuelta al Táchira 2021
Vuelta al Táchira 2021 var den 56. udgave af det venezuelanske etapeløb Vuelta al Táchira. Løbet var en del af UCI America Tour 2021, og blev kørt mellem 17. og 24. januar 2021.
Roniel Campos fra Team Atlético Venezuela vandt i alt tre etaper, og vandt også løbet samlet. 2,31 minutter efter kom Óscar Sevilla på andenpladsen, mens Danny Osorio tog sig af tredjepladsen.

## Hold og ryttere
| UCI ProTeams (2)- Androni Giocattoli-Sidermec - Bardiani CSF Faizanè UCI Kontinentalhold (2)- Medellín - Best PC Ecuador Landshold (3)- Venezuela - Panama - Guatemala Amatørcykelhold (2)- Idea-Antioqueño-Lotería de Medellín - Herrera Sport-Ropa Deportiva Regional- og klubhold (18)- Team Atlético Venezuela - Lalo Trujillo Indet - Team Saavedra-Gelvez-Indeporte - Club Guasa Bike Ecoplas - Osorio Group City Bikes Quit - Agrofan Triple Táchira Seminaca - Ultrabike Specialized - Deportivo Táchira - Super Ahorro - Revivir Gobierno DC Yokosuna Gourmet - Tierra Tachirense-Andino Ofertazo - JS Cycling - Venezuela País de Futuro-Fina Arroz - Guerreros Arduvi Betel - El Andinito-Concafé-Lotería Táchira - Pamplona Osuna Sanki - Fina Arroz-MU Training - 9 Vit Osorio-GW - Gespron Fundación Valle |
| |

## Etaperne
| Etape    | Dato     | Start – Mål                    | type              | Afstand (km) | Etapevinder      | Førende rytter   |
| -------- | -------- | ------------------------------ | ----------------- | ------------ | ---------------- | ---------------- |
| 1. etape | 17. jan. | Lobatera – El Vigía            | flad etape        | 131,9        | Matteo Malucelli | Matteo Malucelli |
| 2. etape | 18. jan. | Ejido, Venezuela – Lagunillas  | middel bjergetape | 101,8        | Roniel Campos    | Roniel Campos    |
| 3. etape | 19. jan. | Zea – La Grita                 | bjergetape        | 125,8        | Roniel Campos    | Roniel Campos    |
| 4. etape | 20. jan. | Táriba – San Cristóbal         | enkeltstart       | 18,9         | Óscar Sevilla    | Óscar Sevilla    |
| 5. etape | 21. jan. | La Pedrera – Pregonero         | bjergetape        | 147,9        | Roniel Campos    | Roniel Campos    |
| 6. etape | 22. jan. | Santo Domingo – Casa del Padre | bjergetape        | 148          | Anderson Paredes | Roniel Campos    |
| 7. etape | 23. jan. | Bramon – Monumento Cristo Rey  | bjergetape        | 125,9        | José Alarcón     | Roniel Campos    |
| 8. etape | 24. jan. | San Cristóbal – San Cristóbal  | middel bjergetape | 99,5         | Simon Pellaud    | Roniel Campos    |

### 1. etape
| Lobatera - El Vigía | flad etape | (131,9 km) |

| \| Etaperesultat \| Etaperesultat \| Etaperesultat \| Etaperesultat \| Etaperesultat \| \| Rytter \| Rytter \| Hold \| Tid \| \| \| ------------- \| ------------------- \| ----------------------------------- \| ------------- \| ------------- \| \| 1. \| Matteo Malucelli \| Androni Giocattoli-Sidermec \| 2t 51' 35" \| \| \| 2. \| Johan Colón \| Idea-Antioqueño-Lotería de Medellín \| + 0" \| \| \| 3. \| Nicolas Dalla Valle \| Bardiani CSF Faizanè \| + 0" \| \| |                     |                                     |            |
| |                     |                                     |            |
| Kilde: ProCyclingStats |                     |                                     |            |
| Etaperesultat |                     |                                     |            |
| Rytter | Rytter              | Hold                                | Tid        |
| 1. | Matteo Malucelli    | Androni Giocattoli-Sidermec         | 2t 51' 35" |
| 2. | Johan Colón         | Idea-Antioqueño-Lotería de Medellín | + 0"       |
| 3. | Nicolas Dalla Valle | Bardiani CSF Faizanè                | + 0"       |

| \| Samlede stilling \| Samlede stilling \| Samlede stilling \| Samlede stilling \| Samlede stilling \| \| Rytter \| Rytter \| Hold \| Tid \| \| \| ---------------- \| ------------------- \| ----------------------------------- \| ---------------- \| ---------------- \| \| 1. \| Matteo Malucelli \| Androni Giocattoli-Sidermec \| 2t 51' 25" \| \| \| 2. \| Johan Colón \| Idea-Antioqueño-Lotería de Medellín \| + 4" \| \| \| 3. \| Nicolas Dalla Valle \| Bardiani CSF Faizanè \| + 6" \| \| |                     |                                     |            |
| |                     |                                     |            |
| Kilde: ProCyclingStats |                     |                                     |            |
| Samlede stilling |                     |                                     |            |
| Rytter | Rytter              | Hold                                | Tid        |
| 1. | Matteo Malucelli    | Androni Giocattoli-Sidermec         | 2t 51' 25" |
| 2. | Johan Colón         | Idea-Antioqueño-Lotería de Medellín | + 4"       |
| 3. | Nicolas Dalla Valle | Bardiani CSF Faizanè                | + 6"       |

### 2. etape
| Ejido, Venezuela - Lagunillas | middel bjergetape | (101,8 km) |

| \| Etaperesultat \| Etaperesultat \| Etaperesultat \| Etaperesultat \| Etaperesultat \| \| Rytter \| Rytter \| Hold \| Tid \| \| \| ------------- \| -------------- \| -------------------------------- \| ------------- \| ------------- \| \| 1. \| Roniel Campos \| Deportivo Táchira - Super Ahorro \| 2t 20' 24" \| \| \| 2. \| Óscar Sevilla \| Medellín-EPM \| + 0" \| \| \| 3. \| Yorman Fuentes \| \| + 31" \| \| |                |                                  |            |
| |                |                                  |            |
| Kilde: ProCyclingStats |                |                                  |            |
| Etaperesultat |                |                                  |            |
| Rytter | Rytter         | Hold                             | Tid        |
| 1. | Roniel Campos  | Deportivo Táchira - Super Ahorro | 2t 20' 24" |
| 2. | Óscar Sevilla  | Medellín-EPM                     | + 0"       |
| 3. | Yorman Fuentes |                                  | + 31"      |

| \| Samlede stilling \| Samlede stilling \| Samlede stilling \| Samlede stilling \| Samlede stilling \| \| Rytter \| Rytter \| Hold \| Tid \| \| \| ---------------- \| ---------------- \| -------------------------------- \| ---------------- \| ---------------- \| \| 1. \| Roniel Campos \| Deportivo Táchira - Super Ahorro \| 5t 11' 47" \| \| \| 2. \| Óscar Sevilla \| Medellín-EPM \| + 3" \| \| \| 3. \| Yorman Fuentes \| \| + 39" \| \| |                |                                  |            |
| |                |                                  |            |
| Kilde: ProCyclingStats |                |                                  |            |
| Samlede stilling |                |                                  |            |
| Rytter | Rytter         | Hold                             | Tid        |
| 1. | Roniel Campos  | Deportivo Táchira - Super Ahorro | 5t 11' 47" |
| 2. | Óscar Sevilla  | Medellín-EPM                     | + 3"       |
| 3. | Yorman Fuentes |                                  | + 39"      |

### 3. etape
| Zea - La Grita | bjergetape | (125,8 km) |

| \| Etaperesultat \| Etaperesultat \| Etaperesultat \| Etaperesultat \| Etaperesultat \| \| Rytter \| Rytter \| Hold \| Tid \| \| \| ------------- \| ------------- \| -------------------------------- \| ------------- \| ------------- \| \| 1. \| Roniel Campos \| Deportivo Táchira - Super Ahorro \| 3t 16' 43" \| \| \| 2. \| José Alarcón \| Deportivo Táchira - Super Ahorro \| + 6" \| \| \| 3. \| Óscar Sevilla \| Medellín-EPM \| + 18" \| \| |               |                                  |            |
| |               |                                  |            |
| Kilde: ProCyclingStats |               |                                  |            |
| Etaperesultat |               |                                  |            |
| Rytter | Rytter        | Hold                             | Tid        |
| 1. | Roniel Campos | Deportivo Táchira - Super Ahorro | 3t 16' 43" |
| 2. | José Alarcón  | Deportivo Táchira - Super Ahorro | + 6"       |
| 3. | Óscar Sevilla | Medellín-EPM                     | + 18"      |

| \| Samlede stilling \| Samlede stilling \| Samlede stilling \| Samlede stilling \| Samlede stilling \| \| Rytter \| Rytter \| Hold \| Tid \| \| \| ---------------- \| ---------------- \| -------------------------------- \| ---------------- \| ---------------- \| \| 1. \| Roniel Campos \| Deportivo Táchira - Super Ahorro \| 8t 28' 20" \| \| \| 2. \| Óscar Sevilla \| Medellín-EPM \| + 27" \| \| \| 3. \| José Alarcón \| Deportivo Táchira - Super Ahorro \| + 2' 01" \| \| |               |                                  |            |
| |               |                                  |            |
| Kilde: ProCyclingStats |               |                                  |            |
| Samlede stilling |               |                                  |            |
| Rytter | Rytter        | Hold                             | Tid        |
| 1. | Roniel Campos | Deportivo Táchira - Super Ahorro | 8t 28' 20" |
| 2. | Óscar Sevilla | Medellín-EPM                     | + 27"      |
| 3. | José Alarcón  | Deportivo Táchira - Super Ahorro | + 2' 01"   |

### 4. etape
| Táriba - San Cristóbal | enkeltstart | (18,9 km) |

| \| Etaperesultat \| Etaperesultat \| Etaperesultat \| Etaperesultat \| Etaperesultat \| \| Rytter \| Rytter \| Hold \| Tid \| \| \| ------------- \| ------------- \| -------------------------------- \| ------------- \| ------------- \| \| 1. \| Óscar Sevilla \| Medellín-EPM \| 28' 29" \| \| \| 2. \| Walter Vargas \| Medellín-EPM \| + 10" \| \| \| 3. \| Carlos Gálviz \| Deportivo Táchira - Super Ahorro \| + 21" \| \| |               |                                  |         |
| |               |                                  |         |
| Kilde: ProCyclingStats |               |                                  |         |
| Etaperesultat |               |                                  |         |
| Rytter | Rytter        | Hold                             | Tid     |
| 1. | Óscar Sevilla | Medellín-EPM                     | 28' 29" |
| 2. | Walter Vargas | Medellín-EPM                     | + 10"   |
| 3. | Carlos Gálviz | Deportivo Táchira - Super Ahorro | + 21"   |

| \| Samlede stilling \| Samlede stilling \| Samlede stilling \| Samlede stilling \| Samlede stilling \| \| Rytter \| Rytter \| Hold \| Tid \| \| \| ---------------- \| ---------------- \| -------------------------------- \| ---------------- \| ---------------- \| \| 1. \| Óscar Sevilla \| Medellín-EPM \| 8t 57' 16" \| \| \| 2. \| Roniel Campos \| Deportivo Táchira - Super Ahorro \| + 1' 33" \| \| \| 3. \| Walter Vargas \| Medellín-EPM \| + 3' 05" \| \| |               |                                  |            |
| |               |                                  |            |
| Kilde: ProCyclingStats |               |                                  |            |
| Samlede stilling |               |                                  |            |
| Rytter | Rytter        | Hold                             | Tid        |
| 1. | Óscar Sevilla | Medellín-EPM                     | 8t 57' 16" |
| 2. | Roniel Campos | Deportivo Táchira - Super Ahorro | + 1' 33"   |
| 3. | Walter Vargas | Medellín-EPM                     | + 3' 05"   |

### 5. etape
| La Pedrera - Pregonero | bjergetape | (147,9 km) |

| \| Etaperesultat \| Etaperesultat \| Etaperesultat \| Etaperesultat \| Etaperesultat \| \| Rytter \| Rytter \| Hold \| Tid \| \| \| ------------- \| ----------------- \| -------------------------------- \| ------------- \| ------------- \| \| 1. \| Roniel Campos \| Deportivo Táchira - Super Ahorro \| 4t 13' 55" \| \| \| 2. \| Jhonatan Restrepo \| Androni Giocattoli-Sidermec \| + 3' 51" \| \| \| 3. \| Santiago Umba \| Androni Giocattoli-Sidermec \| + 3' 52" \| \| |                   |                                  |            |
| |                   |                                  |            |
| Kilde: ProCyclingStats |                   |                                  |            |
| Etaperesultat |                   |                                  |            |
| Rytter | Rytter            | Hold                             | Tid        |
| 1. | Roniel Campos     | Deportivo Táchira - Super Ahorro | 4t 13' 55" |
| 2. | Jhonatan Restrepo | Androni Giocattoli-Sidermec      | + 3' 51"   |
| 3. | Santiago Umba     | Androni Giocattoli-Sidermec      | + 3' 52"   |

| \| Samlede stilling \| Samlede stilling \| Samlede stilling \| Samlede stilling \| Samlede stilling \| \| Rytter \| Rytter \| Hold \| Tid \| \| \| ---------------- \| ---------------- \| ----------------------------------- \| ---------------- \| ---------------- \| \| 1. \| Roniel Campos \| Deportivo Táchira - Super Ahorro \| 13t 12' 34" \| \| \| 2. \| Óscar Sevilla \| Medellín-EPM \| + 2' 31" \| \| \| 3. \| Danny Osorio \| Idea-Antioqueño-Lotería de Medellín \| + 6' 15" \| \| |               |                                     |             |
| |               |                                     |             |
| Kilde: ProCyclingStats |               |                                     |             |
| Samlede stilling |               |                                     |             |
| Rytter | Rytter        | Hold                                | Tid         |
| 1. | Roniel Campos | Deportivo Táchira - Super Ahorro    | 13t 12' 34" |
| 2. | Óscar Sevilla | Medellín-EPM                        | + 2' 31"    |
| 3. | Danny Osorio  | Idea-Antioqueño-Lotería de Medellín | + 6' 15"    |

### 6. etape
| Santo Domingo - Casa del Padre | bjergetape | (148 km) |

| \| Etaperesultat \| Etaperesultat \| Etaperesultat \| Etaperesultat \| Etaperesultat \| \| Rytter \| Rytter \| Hold \| Tid \| \| \| ------------- \| ----------------- \| --------------------------- \| ------------- \| ------------- \| \| 1. \| Anderson Paredes \| Best PC Ecuador \| 4t 13' 34" \| \| \| 2. \| Simon Pellaud \| Androni Giocattoli-Sidermec \| + 43" \| \| \| 3. \| Alessandro Monaco \| Bardiani CSF Faizanè \| + 4' 39" \| \| |                   |                             |            |
| |                   |                             |            |
| Kilde: ProCyclingStats |                   |                             |            |
| Etaperesultat |                   |                             |            |
| Rytter | Rytter            | Hold                        | Tid        |
| 1. | Anderson Paredes  | Best PC Ecuador             | 4t 13' 34" |
| 2. | Simon Pellaud     | Androni Giocattoli-Sidermec | + 43"      |
| 3. | Alessandro Monaco | Bardiani CSF Faizanè        | + 4' 39"   |

| \| Samlede stilling \| Samlede stilling \| Samlede stilling \| Samlede stilling \| Samlede stilling \| \| Rytter \| Rytter \| Hold \| Tid \| \| \| ---------------- \| ---------------- \| ----------------------------------- \| ---------------- \| ---------------- \| \| 1. \| Roniel Campos \| Deportivo Táchira - Super Ahorro \| 17t 32' 13" \| \| \| 2. \| Óscar Sevilla \| Medellín-EPM \| + 2' 31" \| \| \| 3. \| Danny Osorio \| Idea-Antioqueño-Lotería de Medellín \| + 5' 48" \| \| |               |                                     |             |
| |               |                                     |             |
| Kilde: ProCyclingStats |               |                                     |             |
| Samlede stilling |               |                                     |             |
| Rytter | Rytter        | Hold                                | Tid         |
| 1. | Roniel Campos | Deportivo Táchira - Super Ahorro    | 17t 32' 13" |
| 2. | Óscar Sevilla | Medellín-EPM                        | + 2' 31"    |
| 3. | Danny Osorio  | Idea-Antioqueño-Lotería de Medellín | + 5' 48"    |

### 7. etape
| Bramon - Monumento Cristo Rey | bjergetape | (125,9 km) |

| \| Etaperesultat \| Etaperesultat \| Etaperesultat \| Etaperesultat \| Etaperesultat \| \| Rytter \| Rytter \| Hold \| Tid \| \| \| ------------- \| ------------- \| ----------------------------------- \| ------------- \| ------------- \| \| 1. \| José Alarcón \| Deportivo Táchira - Super Ahorro \| 3t 40' 43" \| \| \| 2. \| Carlos Gálviz \| Deportivo Táchira - Super Ahorro \| + 34" \| \| \| 3. \| Danny Osorio \| Idea-Antioqueño-Lotería de Medellín \| + 47" \| \| |               |                                     |            |
| |               |                                     |            |
| Kilde: ProCyclingStats |               |                                     |            |
| Etaperesultat |               |                                     |            |
| Rytter | Rytter        | Hold                                | Tid        |
| 1. | José Alarcón  | Deportivo Táchira - Super Ahorro    | 3t 40' 43" |
| 2. | Carlos Gálviz | Deportivo Táchira - Super Ahorro    | + 34"      |
| 3. | Danny Osorio  | Idea-Antioqueño-Lotería de Medellín | + 47"      |

| \| Samlede stilling \| Samlede stilling \| Samlede stilling \| Samlede stilling \| Samlede stilling \| \| Rytter \| Rytter \| Hold \| Tid \| \| \| ---------------- \| ---------------- \| ----------------------------------- \| ---------------- \| ---------------- \| \| 1. \| Roniel Campos \| Deportivo Táchira - Super Ahorro \| 21t 13' 55" \| \| \| 2. \| Óscar Sevilla \| Medellín-EPM \| + 2' 31" \| \| \| 3. \| Danny Osorio \| Idea-Antioqueño-Lotería de Medellín \| + 5' 32" \| \| |               |                                     |             |
| |               |                                     |             |
| Kilde: ProCyclingStats |               |                                     |             |
| Samlede stilling |               |                                     |             |
| Rytter | Rytter        | Hold                                | Tid         |
| 1. | Roniel Campos | Deportivo Táchira - Super Ahorro    | 21t 13' 55" |
| 2. | Óscar Sevilla | Medellín-EPM                        | + 2' 31"    |
| 3. | Danny Osorio  | Idea-Antioqueño-Lotería de Medellín | + 5' 32"    |

### 8. etape
| San Cristóbal - San Cristóbal | middel bjergetape | (99,5 km) |

| \| Etaperesultat \| Etaperesultat \| Etaperesultat \| Etaperesultat \| Etaperesultat \| \| Rytter \| Rytter \| Hold \| Tid \| \| \| ------------- \| -------------- \| -------------------------------- \| ------------- \| ------------- \| \| 1. \| Simon Pellaud \| Androni Giocattoli-Sidermec \| 2t 21' 45" \| \| \| 2. \| Manuel Medina \| Deportivo Táchira - Super Ahorro \| + 13" \| \| \| 3. \| Juan José Ruiz \| \| + 13" \| \| |                |                                  |            |
| |                |                                  |            |
| Kilde: ProCyclingStats |                |                                  |            |
| Etaperesultat |                |                                  |            |
| Rytter | Rytter         | Hold                             | Tid        |
| 1. | Simon Pellaud  | Androni Giocattoli-Sidermec      | 2t 21' 45" |
| 2. | Manuel Medina  | Deportivo Táchira - Super Ahorro | + 13"      |
| 3. | Juan José Ruiz |                                  | + 13"      |

### Samlet resultat
| \| Samlede stilling \| Samlede stilling \| Samlede stilling \| Samlede stilling \| Samlede stilling \| \| Rytter \| Rytter \| Hold \| Tid \| \| \| ---------------- \| ----------------- \| ----------------------------------- \| ---------------- \| ---------------- \| \| 1. \| Roniel Campos \| Deportivo Táchira - Super Ahorro \| 23t 36' 14" \| \| \| 2. \| Óscar Sevilla \| Medellín-EPM \| + 2' 31" \| \| \| 3. \| Danny Osorio \| Idea-Antioqueño-Lotería de Medellín \| + 5' 32" \| \| \| 4. \| Santiago Umba \| Androni Giocattoli-Sidermec \| + 7' 35" \| \| \| 5. \| Daniel Muñoz \| Androni Giocattoli-Sidermec \| + 10' 41" \| \| \| 6. \| José Alarcón \| Deportivo Táchira - Super Ahorro \| + 11' 02" \| \| \| 7. \| Yorman Fuentes \| \| + 11' 45" \| \| \| 8. \| Yonathan Salinas \| Deportivo Táchira - Super Ahorro \| + 13' 11" \| \| \| 9. \| Manuel Medina \| Deportivo Táchira - Super Ahorro \| + 14' 15" \| \| \| 10. \| Sebastián Castaño \| Idea-Antioqueño-Lotería de Medellín \| + 16' 54" \| \| |                   |                                     |             |
| |                   |                                     |             |
| Kilde: ProCyclingStats |                   |                                     |             |
| Samlede stilling |                   |                                     |             |
| Rytter | Rytter            | Hold                                | Tid         |
| 1. | Roniel Campos     | Deportivo Táchira - Super Ahorro    | 23t 36' 14" |
| 2. | Óscar Sevilla     | Medellín-EPM                        | + 2' 31"    |
| 3. | Danny Osorio      | Idea-Antioqueño-Lotería de Medellín | + 5' 32"    |
| 4. | Santiago Umba     | Androni Giocattoli-Sidermec         | + 7' 35"    |
| 5. | Daniel Muñoz      | Androni Giocattoli-Sidermec         | + 10' 41"   |
| 6. | José Alarcón      | Deportivo Táchira - Super Ahorro    | + 11' 02"   |
| 7. | Yorman Fuentes    |                                     | + 11' 45"   |
| 8. | Yonathan Salinas  | Deportivo Táchira - Super Ahorro    | + 13' 11"   |
| 9. | Manuel Medina     | Deportivo Táchira - Super Ahorro    | + 14' 15"   |
| 10. | Sebastián Castaño | Idea-Antioqueño-Lotería de Medellín | + 16' 54"   |